# 吳衛鳴
吳衛鳴（葡萄牙語：Ung Vai Meng，1958年—），澳門科技大學美術學博士生導師、特聘教授。澳門畫家、前澳門政府官員。

## 生平
生於澳門，師從甘長齡學習素描及水彩畫。 1986年獲澳門文化司署助學金赴葡，就讀於波爾圖藝術學院。1991年獲古根漢基金會、東方基金會及文化司署獎學金赴里斯本ARCO藝術學院修讀 繪畫課程，後又取得廣州美術學院中國畫論碩士學位、中國美術學院史論系美術學博士學位。
1983年進入公職，任文化司署設計師。1999年1月至2008年8月擔任臨時澳門市政局（後改稱民政總署）轄下澳門藝術博物館館長，屬處長級。2008年至2010年擔任民政總署文康部部長。2010年2月24日獲任命為文化局局長，3月1日就任，2017年退休。
其兄吳衛堅也是一名設計師。

## 榮譽
1999年獲頒授文化功績勳章；2001年獲頒授功績獎狀。

## 展覽
- 《里斯本速寫》，澳門市政廳（1984）
- 《吳衛鳴速寫素描展》，澳門市政廳（1985）
- 《吳衛鳴繪畫展》，澳門葡文書局畫廊（1990）
- 《體構山水畫展》，葡萄牙里斯本澳門聯絡處（1992）
- 《吳衛鳴作品展》，葡萄牙波爾圖「襌」畫廊、《有題…》，澳門東方基金會畫廊（1993）
- 《工作間》，澳門「房子」畫廊（1994）
- 《片斷》，澳門旅遊司畫廊、《吳衛鳴作品展》，葡萄牙里斯本澳門聯絡處（1995）
- 《超越透像》，澳門旅遊司畫廊、《雙城記》‧香港大一設計學院（1996）
- 《澳門素描》，澳門世界貿易中心（1998）[5]

## 作品
- 《吳衛鳴速寫集》，澳門文化司署（1989）
- 《吳衛鳴美術作品集》，澳門東方基金會（1993）
- 《感性》，澳門文化司署、澳門基金會（1995）
- 《鏡海遺珠》，葡萄牙里斯本澳門聯絡處（1998）[5]